# Véronique Lathuraz
Véronique Lathuraz (* 2. Juli 1968) ist eine ehemalige französische Skibergsteigerin.

## Werdegang
Lathuraz erreichte als Mitglied der Equipe de France de Ski de Montagne (deutsch Französische Nationalmannschaft Skibergsteigen) von 1997 bis 2009 als eine der erfolgreichsten französischen Skibergsteigerinnen, mehrere nationale und internationale Erfolge. Nachdem sie 1997 und 1998 noch dritte im nationalen Ranking war, und in beiden Jahren jeweils den zweiten Platz beim Pierra Menta gemeinsam mit Danièle Hacquard erreichte, startete sie 1999 erstmals mit Alexia Zuberer und wurde mit ihr Dritter. Nach nur einem Jahr wurde Sigrid Tomioihre Teampartnerin.
Bei der Europameisterschaft 2001 lag sie mit der Partnerin Anne Laure Fourneaux im Team auf Platz sieben. Bei der Weltmeisterschaft 2002 in Serre Chevalier startete sie mit Nathalie Bourillon und gewann Bronze. Ebenfalls Bronze gewann sie gemeinsam mit Corinne Favre bei der EM 2013 in der Hohen Tatra.
Bei der Weltmeisterschaft 2004 gewann Lathuraz gemeinsam mit Nathalie Bourillon und Delphine Oggeri in der Staffel die Silbermedaille. Dies war das beste Weltmeisterschafts-Resultat ihrer Karriere. Im Einzel reichte es nur zu Rang sieben. In der Kombination wurde sie Sechste und im Team am Ende Fünfte.
Auch in den folgenden Jahren bis zu ihrem Karriereende 2009 konnte sie mehrere WM- und EM-Medaillen gewinnen. Ein Weltmeistertitel oder Europameistertitel blieb dabei jedoch aus.

## Erfolge (Auswahl)
- 2001:
  - 7. Platz bei der Europameisterschaft Skibergsteigen Team mit Anne Laure Fourneaux[1]
  - 7. Platz bei der Europameisterschaft Skibergsteigen Kombinationswertung
  - 10. Platz bei der Europameisterschaft Skibergsteigen Einzel

- 2002:
  - 3. Platz bei der Weltmeisterschaft Skibergsteigen Team mit Nathalie Bourillon[2]

- 2003:
  - 3. Platz bei der Europameisterschaft Skibergsteigen Team mit Corinne Favre
  - 9. Platz bei der Europameisterschaft Skibergsteigen Einzel

- 2004
  - 2. Platz bei der Weltmeisterschaft Skibergsteigen Staffel (mit Nathalie Bourillon und Delphine Oggeri)[3]
  - 5. Platz bei der Weltmeisterschaft Skibergsteigen Team mit Nathalie Bourillon[4]
  - 6. Platz bei der Weltmeisterschaft Skibergsteigen Kombinationswertung[5]
  - 7. Platz bei der Weltmeisterschaft Skibergsteigen Einzel[6]

- 2005:
  - 4. Platz bei der Europameisterschaft Skibergsteigen Staffel (mit Nathalie Bourillon und Valentine Fabre)[7]
  - 8. Platz bei der Europameisterschaft Skibergsteigen Team mit Nathalie Bourillon[8]

- 2006:
  - 3. Platz bei der Weltmeisterschaft Skibergsteigen Staffel (mit Carole Toïgo, Nathalie Bourillon und Corinne Favre)
  - 5. Platz bei der Weltmeisterschaft Skibergsteigen Team mit Nathalie Bourillon
  - 2. Platz bei der Patrouille des Glaciers (mit Nathalie Bourillon und Corinne Favre)

- 2007:
  - 2. Platz bei der Europameisterschaft Skibergsteigen Team mit Corinne Favre
  - 2. Platz bei der Europameisterschaft Skibergsteigen Staffel (mit Corinne Favre und Laëtitia Roux)
  - 5. Platz bei der Europameisterschaft Skibergsteigen Kombinationswertung
  - 2. Platz bei der Trofeo Mezzalama (mit Nathalie Bourillon und Corinne Favre)

- 2008:
  - 3. Platz bei der Weltmeisterschaft Skibergsteigen Staffel (mit Corinne Favre, Nathalie Bourillon und Valentine Fabre)
  - 5. Platz bei der Weltmeisterschaft Skibergsteigen Team mit Valentine Fabre
  - 6. Platz bei der Weltmeisterschaft Vertical Race
  - 7. Platz bei der Weltmeisterschaft Skibergsteigen Langdistanz

- 2009:
  - 3. Platz bei der Europameisterschaft Skibergsteigen Team mit Corinne Favre und Laëtitia Roux

Pierra Menta
- 1997: 2. Platz mit Danièle Hacquard[9]
- 1998: 2. Platz mit Danièle Hacquard[10]
- 1999: 3. Platz mit Alexia Zuberer[11]
- 2000: 5. Platz mit Sigrid Tomio[12]
- 2002: 3. Platz mit Nathalie Bourillon[13]
- 2005: 2. Platz mit Nathalie Bourillon[14]
- 2006: 2. Platz mit Nathalie Bourillon[15]
- 2007: 3. Platz mit Valentine Fabre[16]